# Lista över svenska rodda örlogsfartyg

## Större galärer
- Stå Bra (1717), 53 kanoner
- Greve Mörner (1717), 53 kanoner
- Prins Fredrik av Hessen (1717), 9 kanoner
- Carolus (1717), 53 kanoner
- Cassel (1718), 43 kanoner

## Galärer
- Horn, 29 kanoner
- Lagerberg, 26 kanoner
- Vellingk, 25 kanoner
- Victoria (1701), 10 kanoner
- Bellona (1704), 16 kanoner
- Anna Regina (1705), 14 kanoner, namnändrad till Proserpina 1713
- Wrede (1706), 16 kanoner
- Ulrika (1707), 12 kanoner, namnändrad till Lucretia 1713
- Gripen (1713), 16 kanoner
- Laxen (1713), 12 kanoner
- Pelikanen (1713), 16 kanoner
- Phoenix (1713), 16 kanoner
- Svanen (1713), 16 kanoner
- Tranan (1713)
- Örnen (1713), 16 kanoner
- Ulysses (1715), 3 kanoner
- Lovisa (1717)
- Prins Karl (1719)
- Prins Kristian (1719), 12 kanoner
- Beständig (1721), 30 kanoner
- Flink och Färdig (1721), 30 kanoner
- Hurtig (1721), 30 Kkanoner
- Lustig (1721), 30 kanoner
- Näsvis (1721), 30 kanoner
- Ormen (1721), 30 kanoner
- Prins Georg (1721), 24 kanoner
- Snäll (1721), 30 kanoner
- Stå Bi (1721), 30 kanoner
- Töva Litet (1721), 30 kanoner
- Vaksam (1721), 30 kanoner
- Dücker (1726), 25 kanoner
- Lidingö (1726), 25 kanoner
- Tessin (1726), 25 kanoner
- Cronhielm (1727), 25 kanoner
- Stadsvarvet (1727), 25 kanoner
- Greve Sparre (1730), 31 kanoner
- Banér (1736), 26 kanoner
- Greve Gyllenborg (1738), 19 kanoner
- Greve Taube (1738), 19 kanoner
- Nordenstråle (1738), 26 kanoner
- Greve Cronstedt (1739), 19 kanoner
- Greve Meijerfeldt (1739), 6 kanoner
- Passop (1739), 10 kanoner
- Stören (1739), 13 kanoner
- von Löwen (1739), 26 kanoner
- Väktaren (1739), 10 kanoner
- Adlerfelt (1742) 53 kanoner
- De la Gardie (1742), 26 kanoner
- Wrangel (1742), 19 kanoner
- Åkerhielm (1742), 26 kanoner
- Armfelt  (1748), 28 kanoner
- Stockholm (1748), 26 kanoner
- Blekinge (1749), 28 kanoner
- Cedercreutz (1749), 26 kanoner
- Dalarna (1749), 26 kanoner
- Ehrenpreutz (1749), 22 kanoner
- Ekeblad (1749), 28 kanoner
- Halland (1749), 26 kanoner
- Helsingland (1749), 22 kanoner
- Jämtland (1749), 22 kanoner
- Jönköping (1749), 28 kanoner
- Calmar (1749), 26 kanoner
- Karlshamn (1749), 17 kanoner
- Karlskrona (1749), 28 kanoner
- Kristianstad (1749), 20 kanoner
- Kronoberg (1749), 28 kanoner
- Landskrona (1749), 28 kanoner
- Malmö (1749), 26 kanoner
- Nerike (1749), 26 kanoner
- Nordstjerneorden (1749), 22 kanoner
- Norrköping (1749), 26 kanoner
- Nyköping (1749), 26 kanoner
- Palmstierna (1749), 22 kanoner
- Posse (1749), 22 kanoner
- Serafimsorden (1749), 23 kanoner
- Skåne (1749), 28 kanoner
- Småland (1749)
- Stiernstedt (1749), 22 kanoner
- Södermanland (1749), 22 kanoner
- Svärdsorden (1749), 20 kanoner
- Taube (1749), 22 kanoner
- Uppland (1748), 20 kanoner
- Uppsala (1749), 22 kanoner
- Vestervik (1749), 22 kanoner
- von Höpken (1749), 22 kanoner
- von Rosen (1749), 22 kanoner
- von Seth (1749), 22 kanoner
- Värmland (1749), 26 kanoner
- Västerbotten (1749), 20 kanoner
- Västergötland (1749), 20 kanoner
- Västgötadahl (1749), 26 kanoner
- Västmanland (1749), 22 kanoner
- Wrede (1749), 22 kanoner
- Älvsborg (1749), 26 kanoner
- Östergötland (1749), 26 kanoner
- Prins Henrik (1759)
- Korotka (1790), 22 kanoner
- Orel (1790), 22 kanoner
- Penny (1790), 22 kanoner
- S:t Petersburg (1790), 22 kanoner
- Seeskär (1790), 22 kanoner
- Tytters (1790), 22 kanoner
- Voronna (1790), 22 kanoner
- Arendal (1808), 12 kanoner, namnändrad till Göteborg 1818

## Mindre galärer
- Mjöhunden (1675)
- Stövaren (1675)
- Narva (1703)
- Gäddan (1713), 12 kanoner
- Valfisken (1713), 8 kanoner
- Svärdfisken (1713), 8 kanoner
- Braxen (1713), 8 kanoner
- Delfin (1713), 12 kanoner
- Castor I (1714), 3 kanoner
- Pollux (1714), 5 kanoner
- Achilles (1714), 5 kanoner
- Hektor (1714), 5 kanoner
- Paltox (1714), 9 kanoner
- Sudox (1714), 7 kanoner
- Storken (1715)
- Draken (1717), 13 kanoner
- Jungfrun (1717), 13 kanoner
- Kräftan (1717), 15 kanoner
- Luren (1717), 22 kanoner
- Framfuss (1717), 22 kanoner
- Uppassaren (1717), 22 kanoner
- Dockan (1721), 12 kanoner
- Rosen (1721), 2 kanoner
- Ankan (1721), 13 kanoner
- Gåsen (1721), 13 kanoner

## Halvgalärer
- Strövaren (1702)
- Mjöhunden (1703)
- Castor II (1725), 5 kanoner
- Pollux (1725), 3 kanoner
- Ulysses (1727), 5 kanoner
- Cabilleau (1739), 13 kanoner
- Delphin (1739), 13 kanoner
- Svärdfisken (1739)

## Skärgårdsfregatter

### Hemmema
- Oden (1764), 38 kanoner
- Birger Jarl (1790), 34 kanoner
- Hjalmar (1790), 34 kanoner
- Starkodder (1790), 34 kanoner
- Styrbjörn (1790), 34 kanoner
- Birger Jarl (1809), 32 kanoner
- Erik Segersäll (1809), 32 kanoner

### Turuma
- Norden (1761), 56 kanoner
- Tor (1764), 50 kanoner
- Lodbrok (1771), 48 kanoner
- Björn Järnsida (1774), 48 kanoner
- Sällan Värre (1774), 50 kanoner, eventuellt Tor (1764) före namnbyte 1774
- Ragvald (1774), 48 kanoner
- Sigurd Ormöga (1774), 48 kanoner
- Ivar Benlös (1774), 46 kanoner
- Birger Jarl (1785), 28 kanoner
- Tor (1791), 28 kanoner
- Erik Segersäll, 28 kanoner
- Frej, 28 kanoner
- Ivar Vitsärk, 28 kanoner
- Yngve, 28 kanoner

### Pojama
- Gamla Pojama (1760), 11 kanoner
- Disa (1764), 18 kanoner
- Fröja (1764), 18 kanoner
- Brynhilda (1776)

### Udema
- Gamla Udema (1760), 12 kanoner
- Torborg (1772), 39 kanoner
- Ingeborg (1776), 12 kanoner

## Roddfregatter
- Mercurius (1748), 26 kanoner

## Galejer
- Västerviksdraken (1620-tal)

## Mjölgalejor
- Bagarehuset (1734)

## Lodjor
- Basiliskus (1600-tal)
- Braxen (1600-tal)

## Roddjakter
- Victoria (1702), 6 kanoner
- Vivat (1702), 6 kanoner
- Dorpat (1703), 10 kanoner
- Wachtmeister (1703), 12 kanoner

## Kokslupar
- Braxen (1808)

## Landstigningsslupar
- Birger (1808)

## Dubbel eschalup
- Vargen (1716)

## Kungaslupar
- Tre Kronor (1729)
- Vasaorden (1774, 1923)
- Sveriges Vapen (1774 eller tidigare)[1]

## Bombkitsar
- Åskedunder (1698), 4 kanoner
- Iac Minor (1695)
- Stromboli (1701), 6 kanoner
- Vulkanus (1701), 6 kanoner
- Vesuvius (1702), 6 kanoner
- St Johannes (1719), 6 kanoner
- Vreden (1721)
- Kristina (1728)
- Ljungelden (1738), 6 kanoner
- Åskedunder (1738), 6 kanoner
- Thordön (1741), 6 kanoner
- Aetna (1754), 6 kanoner
- Måsen (1754), 6 kanoner
- Vesuvius (1754), 6 kanoner

## Barlastpråmar
- Elgen (1694)

## Skottpråmar
- Elefanten (1713), 26 kanoner
- Mars (1713), 20 kanoner
- Göteborg (1716), 12 kanoner
- Elefanten I (1717), 26 kanoner
- Kamelen (1717), 16 kanoner
- Sjöspöket (1717), 24 kanoner
- Svarta Björn (1717), 20 kanoner
- Ge På (1718), 18 kanoner
- Gå På (1718), 18 kanoner
- Skeppsholmen (1718), 20 kanoner
- Stadig (1718), 24 kanoner
- Strömstad (1718), 20 kanoner
- Hercules (1739), 32 kanoner
- Simson (1743), 32 kanoner
- Kämpen (1744), 28 kanoner
- Akilles (1749), 32 kanoner
- Hector (1749), 32 kanoner
- Mars (1752)

## Styckepråmar
- Elefanten I (1707)

## Skärbåtar
- Abborren (1707), 4 kanoner
- Braxen (1706), 6 kanoner

## Kanonslupar
- Jarl
- Wanland (1789)
- Viktor von Stedingk (1790)
- Bruna Björn (1808), 4 kanoner
- Baccus (1809), 4 kanoner
- Njord (1809), 8 kanoner
- Ehrenskiöld (1814), 8 kanoner
- Hökenflycht (1814), 8 kanoner
- Essbjörnsson (1814), 8 kanoner
- Victorn von Stedingk (1817), 8 kanoner
- Wrede (1817) 8 kanoner
- Nauckhoff (1817), 8 kanoner
- Cederström (1817), 8 kanoner
- Curt von Stedingk (1817), 8 kanoner
- von Essen (1817), 8 kanoner
- Panthern (1822)
- Bruna Björn (1849), 4 kanoner

## Bombkanonslupar
- Achilles (1810)
- Thordön (1810)
- Fredrikssund (1823)
- Niflung (1825)
- Blixten (1827)
- Fenris (1826)
- Risanöt (1829)
- Surtur (1831)
- Blixten (1831)
- Widar (1845)

## Mörsarefartyg
- Spristaken (1719)
- Lange Maren (1719)
- Fredrikssund
- Thordön (1800)
- Wandringsman (1808)
- Achilles (1810)
- Nifflung (1826)
- Slungaren (1823)
- Blixten (1831)
- Fenris (1826)
- Surtur (1831)
- Risanöt (1829)

## Kanonjollar
- Orre
- Wiking
- Bofink (1808)
- Vaktel (1808)
- Biet (1809)
- Broms (1809)
- Bauta (1829)
- Berserk (1829)
- Bifrost (1829)
- Wale (1829)
- Walhall (1829)
- Waulund (1829)
- Windsvale (1829)
- Wingolf (1829)
- Balder (1831)
- Bele (1831)
- Bjarke (1833)
- Björn (1833)
- Bodvar (1833)
- Brage (1836)
- Widga (1848)